# Камел, Стэнли
Стэнли Кэмел (англ. Stanley Kamel, 1 января 1943, Саут-Ривер, Нью-Джерси — 8 апреля 2008, Лос-Анджелес, Калифорния) — американский актёр. Наиболее известен по роли доктора Чарльза Крогера в сериале «Дефективный детектив».

## Карьера
Окончил частную среднюю школу Rutgers Preparatory School и начал свою актёрскую карьеру вне Бродвея.
Одними из первых ролей Кэмела на телевидении были роли в сериалах «Миссия невыполнима», «МакМиллан и жена» с Роком Хадсоном и «Коджак» с Телли Саваласом, «Ангелы Чарли», «Отряд „Стиляги“». Первой заметной ролью Кэмела на телевидении стала роль Эрика Питерса в мыльной опере «Дни нашей жизни».
В 80-х актёр сыграл Чарли в «Морке и Минди», появился в ситкоме «Трое — это компания», сыграл Мика Соломона в телесериале «Кегни и Лейси», главные роли в котором исполняли Тайн Дейли и Шэрон Глесс, Сонни Мартина в сериале «Рыцарь дорог» с Дэвидом Хэсселхоффом, снялся в семейном комедийном телесериале «Мистер Бельведер», в многосерийной детективной драме «Мэтлок», в сериале «Звёздный путь: Следующее поколение». Сыграл адвоката Марка Гиллиама в телесериале «Закон Лос-Анджелеса».
В 90-х актёр сыграл Херба Шрусберри в ситкоме NBC «Золотые девочки», Брюса Теллера в драматическом сериале «Мелроуз Плэйс» и Тони Марчетте в молодёжном телесериале «Беверли-Хиллз 90210», доктора в медицинском драматическом сериале «Скорая помощь», а также появился в таких сериалах, как «Седьмое небо», «Полиция Нью-Йорка». В 2000-х актёр появился в сериалах «Тёмный ангел», «Клиент всегда мёртв», «Западное крыло». В телесериале «Дефективный детектив» Кэмел сыграл доктора Чарльза Крогера, психотерапевта главного героя Эдриана Монка в исполнении Тони Шелхоуба. Персонаж Кэмела появился в первой серии телесериала, Кэмел играл роль Крогера с 2002 по 2008 год. Эпизод сериала «Дефективный детектив» под названием «Мистер Монк покупает дом» был посвящён памяти актёра.
Помимо работы на телевидении, Кэмел снялся в криминальном фильме Тони Скотта «Домино» с Кирой Найтли и Микки Рурком и в мистическом детективном триллере Дэвида Линча «Внутренняя империя».
Стэнли Кэмел был найден мёртвым 8-го апреля 2008 года, в его доме в Голливуд-Хиллс. Было установлено, что причиной смерти 65-тилетнего актёра стал сердечный приступ.